# Pyongyang: A Journey in North Korea
Pyongyang: A Journey in North Korea (tiếng Việt: Bình Nhưỡng: Hành trình ở Bắc Triều Tiên) là một tiểu thuyết đồ họa đen trắng của tác giả người Canada Québécois, Guy Delisle. Tiểu thuyết này được xuất bản vào năm 2004.

## Tổng quát
Pyongyang ghi lại những trải nghiệm của Delisle ở Bình Nhưỡng, thủ đô của Bắc Triều Tiên, nơi ông ở trong hai tháng. Là người liên lạc giữa một công ty sản xuất phim hoạt hình của Pháp Protécréa làm việc cho TF1) và công ty SEK Studio (Xưởng phim Khoa học - Giáo dục Triều Tiên), ông phải vật lộn với những khó khăn của việc thuê ngoài và bộ máy quan liêu của nhà nước độc tài khép kín.
Cuốn sách có 176 trang, hai trong số đó được vẽ bởi một đồng nghiệp người Pháp ("Fabrice").
Cuốn tiểu thuyết được vẽ ở Ethiopia, nơi vợ của Delisle đang làm việc cho Médecins Sans Frontières.
Delisle không mong đợi sẽ trở lại Bắc Triều Tiên. Ông viết: "Tôi không nghĩ mình sẽ được chào đón ở đó nữa".

## Tóm lược
Delisle đến Bình Nhưỡng mang theo một bản sao của tiểu thuyết Một chín tám tư do tác giả George Orwell phát hành, mà ông đánh giá là phù hợp với một nhà nước độc tài, đĩa CD của Aphex Twin, và một vài món quà như thuốc lá Gitanes và rượu cognac Hennessy.
Delisle gặp lại các đồng nghiệp cũ làm việc tại SEK Studio trên bản chuyển thể từ truyện tranh Corto Maltese. Ông cũng gặp gỡ các nhà ngoại giao nước ngoài, nhân viên tổ chức phi chính phủ trong Chương trình Lương thực Thế giới và các doanh nhân, chẳng hạn như các kỹ sư Pháp lắp đặt máy phát HDTV.
Trong chuyến thăm hai tháng của mình, ông ở tại Khách sạn Quốc tế Yanggakdo và thăm những người nước ngoài khác ở khách sạn Koryo. Cùng với hướng dẫn viên của mình, ông đã đến thăm bức tượng đồ sộ của Kim Nhật Thành, Pyongyang Metro, khu tập thể, Câu lạc bộ Ngoại giao (trước đây là đại sứ quán Romania), Khải Hoàn Môn, Tháp Juche, Triển lãm Hữu nghị Quốc tế, tàu USS Pueblo, Khách sạn Ryugyong khổng lồ, Hội trường Taekwondo, Cung Thiếu nhi và Bảo tàng Chế độ Đế quốc.
Delisle ghi nhận những điều như đi bộ thắt dây, sự vắng mặt của người tàn tật và người già, tuyên truyền âm nhạc của Bắc Triều Tiên, sự sùng bái nhân cách đối với nhà lãnh đạo quá khứ Kim Nhật Thành và con trai ông Kim Jong-il, sự hiện diện cần thiết của người phiên dịch và hướng dẫn viên cùng với ông, cũng như sự phổ biến của Coca-Cola và kimjongilias. Ông cũng lưu ý rằng mức độ tẩy não rõ ràng ở người dân Bình Nhưỡng, có lẽ được thúc đẩy bởi bầu không khí ngột ngạt của khu vực. Khi được hỏi về tình trạng thiếu người khuyết tật ở Bình Nhưỡng, hướng dẫn viên của ông khẳng định và dường như thực sự tin tưởng rằng Bắc Triều Tiên không có người khuyết tật, và những đứa trẻ của "chủng tộc Triều Tiên" đều được sinh ra trong sự khỏe mạnh, cường tráng và thông minh.

## Phim bị hủy
New Regency đang làm việc trên một phiên bản điện ảnh của Pyongyang, do Steve Conrad viết kịch bản và Gore Verbinski đạo diễn, với sự tham gia của Steve Carell, nhưng kế hoạch này đã bị hủy bỏ vào tháng 12 năm 2014 do các mối đe dọa từ các tin tặc được cho là gắn liền với Bắc Triều Tiên đối với các rạp chiếu phim qua bộ phim The Interview, bộ phim chế nhạo chế độ Bắc Triều Tiên. Bộ phim này bắt đầu tiền sản xuất vào tháng 10 năm 2014, và tại thời điểm bị hủy bỏ vẫn chưa có tiêu đề. New Regency tiết lộ rằng nhà phân phối dự kiến, Fox, đã hủy bỏ sự tham gia của họ vào dự án sau sự cố với The Interview.